# Whitbread (entreprise)
Pour les articles homonymes, voir Whitbread.
Whitbread est une entreprise britannique, active dans les secteurs de l'hôtellerie et de la restauration, faisant partie de l'indice FTSE 100.

## Activités
- Exploitation d'hôtels (800) sous l'enseigne Premier Inn

- Restauration et pubs (400) sous les enseignes Premier Inn, Beefeater, Brewers Fayre, Table Table, Cookhouse & Pub, Bar+Block et Thyme ;

## Historique

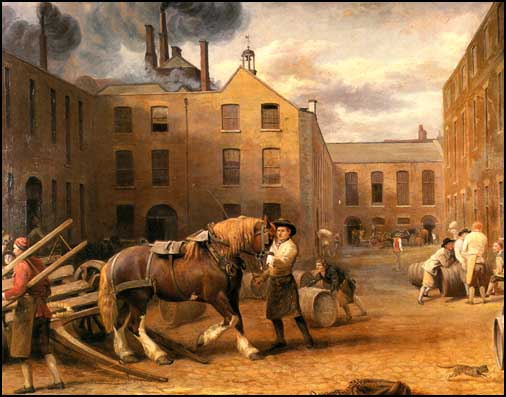
Une vue depuis l'extrémité est de la brasserie Chiswell Street, la célèbre brasserie Whitbread. Peint en 1792 par George Garrard

Whibread fut fondée par Samuel Whitbread en partenariat avec Thomas Shewell en 1742. En 1750, ils établirent dans Chiswell Street, à Londres, la première brasserie destinée à la production de masse au Royaume-Uni.
Jusqu'à la fin du XXe siècle, Whitbread fut l'un des principaux brasseurs anglais et introduit sur le marché britannique, en plus de ses propres produits, des marques comme Stella Artois ou Heineken. Ses activités de brasserie déclinèrent dans les années 1990 lorsque les consommateurs se tournèrent vers des marques plus internationales. La société vendit en 2001 toutes ses activités de brasserie à InBev. La compagnie centra alors son activité sur les chaînes d'hôtels, de restaurants et de cafés.
En août 2018, Coca Cola annonce l'acquisition de la chaîne de café Costa Coffee pour 5,1 milliards de dollars à Whitbread.

## Principaux actionnaires
Au 19 janvier 2020:
| Longview Partners                     | 6,91% |
| Barclays Bank (Private Banking)       | 4,50% |
| Kensico Capital Management            | 3,68% |
| Walter Scott & Partners               | 3,63% |
| Legal & General Investment Management | 3,44% |
| Artemis Investment Management         | 3,28% |
| Fiduciary Management                  | 3,16% |
| Schroder Investment Management        | 3,08% |
| The Vanguard Group                    | 3,01% |
| BlackRock Fund Advisors               | 2,44% |